# Islandské falologické muzeum
Islandské falologické muzeum (Hið Íslenzka Reðasafn) je největší kolekce penisů na světě. Vystavuje 280 reprodukčních orgánů, které náležely příslušníkům 93 živočišných druhů. Sídlí v Reykjavíku na adrese Laugavegur 116. Ročně projde muzeem okolo 11 000 návštěvníků, z nichž většinu tvoří ženy.
Penzionovaný učitel dějepisu Sigurður Hjartarson založil svou sbírku v roce 1974, když dostal bič upletený z býčího pohlavního orgánu. V roce 1997 otevřel v Reykjavíku veřejné muzeum (mezi léty 2004 až 2012 ho musel kvůli vysokým nájmům v centru města přestěhovat do vesnice Húsavík). Jeho cílem je shromáždit penisy všech savců žijících na Islandu. Exponáty získává převážně od řezníků a velrybářů, konzervuje je sušením či nakládáním do formaldehydu. Největším vystaveným exemplářem je falus plejtváka obrovského, dlouhý 170 cm a vážící 70 kg, naopak nejmenším je pyjová kost křečka měřící dva milimetry. Od roku 2011 je majetkem muzea také lidský penis, který muzeu odkázal věrný fanoušek.
Muzeum vystavuje také umělecké předměty, jako jsou stínidla na lampy zhotovená z býčích šourků, jelení pyje proměněné ve vycházkové hole nebo dřevěné penisy, které vyřezává sám majitel. Atrakcí je stříbrné sousoší Thorgerdur Sigurdardottirové znázorňující 15 mužských ozdob, vytvořené na počest islandských házenkářů, kteří získali stříbrné medaile na pekingské olympiádě (hráči však popřeli, že by stáli modelem). Muzeum vystavuje také pohlavní úd elfa, žádnému z návštěvníků se jej však dosud nepodařilo spatřit, protože elfové jsou jak známo neviditelní.

The Icelandic Phallological Museum's sign

Sociolog Sigurjón Baldur Hafsteinsson označuje muzeum za symbol změn, které v tradiční islandské společnosti způsobil neoliberalismus: lidé se tolik nestydí a snaží se vydělávat, na čem se dá.
O muzeu byl v roce 2012 natočen dokumentární film The Final Member.
Hjartarson říká: „Je to jako každé jiné sběratelství. Nemůžete toho nechat, pořád sháníte nové a lepší kousky.“